# Friderik Lihtenštajnski
Friderik Lihtenštajnski (nemško Friedrich Adalbert Prinz von und zu Liechtenstein), avstrijski general, * 21. september 1807, Dunaj, † 1. maj 1885.